# Constance Pascal
Constance Pascal (ur. 25 sierpnia 1877 w Pitești, zm. 21 grudnia 1937 w Neuilly-sur-Marne) – francuska lekarka psychiatra rumuńskiego pochodzenia. Uważana jest za pierwszą kobietę psychiatrę we Francji. W 2013 roku ukazała się biografia lekarki autorstwa Felicii Gordon.

## Wybrane prace
- La démence précoce; étude psychologique médicale et médico-légale. Paris: Alcan, 1911
- Chagrins d′amour et psychoses. Paris: G. Dion & cie, 1935